# Pierre Claverie
Pierre-Lucien Claverie, OP (8. května 1938, Alžír – 1. srpna 1996, Oran) byl francouzský římskokatolický duchovní, řeholník Řádu bratří kazatelů a biskup z Oranu, zavražděný během alžírské občanské války. Katolická církev jej uctívá jako blahoslaveného mučedníka.

## Život
Narodil se dne 8. května 1938 v Alžíru ve francouzském Alžírsku rodičům francouzského původu. Měl také francouzské občanství. Roku 1948 se připojil ke skautům. Poté co odmaturoval odcestoval do Grenoblu ve Francii, kde vystudoval vysokou školu.
Zde se připojil k dominikánům, u kterých dne 7. prosince 1958 v klášteře v Lille zahájil svůj noviciát. V prosinci roku 1959 složil své první řeholní sliby. Dne 4. července 1965 přijal od biskupa Jeana-Baptisty-Étienneho kněžské svěcení. Roku 1967 se vrátil do již samostatného Alžírska, kde začal působit. Naučil se arabsky a snažil se o dialog mezi křesťany a muslimy. Kritizoval však některá mezináboženská setkání, které podle něj byly příliš povrchní. Zastával se také utlačovaných menšin.
Dne 25. května 1981 byl jmenován biskupem diecéze Oran. Biskupské svěcení přijal z rukou kardinála Léona-Étienneho Duvala dne 2. října 1981. Spolusvětitely byli biskupové Michel Callens a Jean Chabbert. Po vypuknutí alžírské občanské války v prosinci roku 1991 odmítl Alžírsko i přes nebezpečí opustit. Neměl ani alžírské občanství, i když si o ně neúspěšně žádal. Veřejně odsuzoval konkrétní teroristy přesto, že si byl vědom nebezpečnosti svého jednání.
Dne 1. srpna 1996 večer se v doprovodu svého muslimského přítele Mohameda Bouchikhiho vracel do své biskupské rezidence v Oranu. Před vchodem však vybuchla výbušnina a oba je usmrtila. Dne 23. března 1998 bylo za přípravu atentátu na Pierra Claverieho odsouzeno k trestu smrti sedm teroristů. Katolická církev však úspěšně žádala o zmírnění trestů.
Roku 2011 vyšla divadelní hra s názvem Pierre & Mohamed, kterou napsal dominikán Adrien Candiard. Hra pojednává o názorech Pierra Claverieho a o jeho blízkém přátelství s Mohamedem Bouchikhim.

## Úcta
Beatifikační proces jeho a dalších osmnácti mučedníků z alžírské občanské války započal dne 31. března 2007, čímž obdrželi titul služebníci Boží. Dne 26. ledna 2018 podepsal papež František dekret o jejich mučednictví.
Blahořečeni pak byli u kostela Notre-Dame de Santa Cruz v Oranu dne 8. prosince 2018. Obřadu předsedal jménem papeže Františka kardinál Giovanni Angelo Becciu.
Jeho památka je připomínána 1. srpna. Je zobrazován v biskupském oděvu.